# Гексахлорополонат аммония
Гексахлорополонат аммония — неорганическое соединение,
комплексный хлорид полония и аммония
с формулой (NH4)2[PoCl6],
жёлтые кристаллы.

## Получение
- Нагревание смеси тетрахлорида полония и хлорида аммония:

{\displaystyle {\mathsf {PoCl_{4}+2NH_{4}Cl\ {\xrightarrow {T}}\ (NH_{4})_{2}[PoCl_{6}]}}}

## Физические свойства
Гексахлорополонат аммония образует жёлтые кристаллы
кубической сингонии,
пространственная группа F m3m,
параметры ячейки a = 1,033 нм, Z = 4,
структура типа гексахлороплатинат калия K2[PtCl6]
.